# Municipio de Gardner (Nebraska)
El municipio de Gardner (en inglés: Gardner Township) es un municipio ubicado en el condado de Buffalo en el estado estadounidense de Nebraska. En el año 2010 tenía una población de 104 habitantes y una densidad poblacional de 1,12 personas por km².

## Geografía
El municipio de Gardner se encuentra ubicado en las coordenadas 40°55′00″N 98°46′45″O / 40.91667, -98.77917. Según la Oficina del Censo de los Estados Unidos, el municipio tiene una superficie total de 92.87 km², de la cual 92,87 km² corresponden a tierra firme y (0 %) 0 km² es agua.

## Demografía
Según el censo de 2010, había 104 personas residiendo en el municipio de Gardner. La densidad de población era de 1,12 hab./km². De los 104 habitantes, el municipio de Gardner estaba compuesto por el 100 % blancos. Del total de la población el 0,96 % eran hispanos o latinos de cualquier raza.